# P.O.D. (demo)
Snuff the Punk – demo amerykańskiej grupy muzycznej P.O.D. Wydany został w 1994.

## Lista utworów
1. Snuff the Punk
2. Can You Feel It?
3. Three in the Power of One
4. Give Me An Answer
5. P.O.D. Chant
6. Let the Music Do the Talking
7. The Author and Destroyer
8. Tears of Blood
9. P.O.D. theme song
10. Dedication

## Twórcy
- Wuv Bernardo – perkusja
- Sonny Sandoval – wokal
- Gabe Portillo – bas
- Marcos Curiel – gitara